# Vusumuzi Nyoni
Vusumuzi Prince Nyoni (21 april 1984) is een Zimbabwaans voetballer.
Nyoni kreeg zijn opleiding bij een ploeg uit zijn geboorteland " The Highlanders ". Nyoni werd ontdekt door scouts van het Engelse Blackburn Rovers. Blackburn, dat een samenwerkingsakkoord heeft met Cercle Brugge, maakte het mogelijk voor Nyoni om te komen testen bij de Belgische 1ste klasser.
Na het vertrek van de Surinaamse Nederlander Brian Pinas naar NAC Breda lag de weg open voor Nyoni om de linksmidden positie in te nemen. Nyoni tekende, na een lange testperiode, een contract tot het einde van het seizoen. Echter, de kleine Zimbabwaan kreeg niet onmiddellijk zijn kans. Pas in de laatste 3 wedstrijden van de heenronde ( seizoen 2006-2007 ) kon hij met succes een basisplaats veroveren. Dit werd beloond door Cercle, de Zimbabwaanse international tekende een contract voor 2 seizoenen tijdens de winterstop.
Nyoni werd in de loop van het seizoen 2007-2008 (wedstrijd tegen Club Brugge) door trainer Glen De Boeck op de linksachter positie geposteerd. Na een aanpassingsperiode is de linksachterpositie de vaste stek van Nyoni in het seizoen 2008-2009.
Op 25/08/2010 tekende hij een contract voor drie seizoenen bij Germinal Beerschot.
Tijdens de winterstop van het seizoen 2012-2013 liet Beerschot AC Nyoni naar RAEC Mons gaan waar hij voor 3,5 jaar tekende.
Op 4 januari 2017 tekende Nyoni een contract van anderhalf jaar bij KFC Izegem. De club fuseerde één seizoen later met OMS Ingelmunster tot KFC Mandel United. Vanaf het seizoen 2018/19 speelde Nyoni bij SC Dikkelvenne.

## Statistieken[5]
| seizoen | club               | land   | competitie         | wed. | goals |
| ------- | ------------------ | ------ | ------------------ | ---- | ----- |
| 2006/07 | Cercle Brugge      | België | Jupiler Pro League | 21   | 2     |
| 2007/08 | Cercle Brugge      | België | Jupiler Pro League | 29   | 1     |
| 2008/09 | Cercle Brugge      | België | Jupiler Pro League | 33   | 2     |
| 2009/10 | Cercle Brugge      | België | Jupiler Pro League | 28   | 2     |
| 2010/11 | Germinal Beerschot | België | Jupiler Pro League | 15   | 0     |
| 2010/11 | Germinal Beerschot | België | Play-Off II B      | 6    | 1     |
| 2011/12 | Beerschot AC       | België | Jupiler Pro League | 27   | 4     |
| 2011/12 | Beerschot AC       | België | Play-Off II B      | 6    | 0     |
| 2012/13 | Beerschot AC       | België | Jupiler Pro League | 22   | 0     |
| 2012/13 | RAEC Mons          | België | Jupiler Pro League | 14   | 0     |
| 2013/14 | RAEC Mons          | België | Jupiler Pro League | 10   | 0     |
| 2014/15 | RAEC Mons          | België | Proximus League    | 20   | 0     |
|         |                    |        | Totaal             | 217  | 12    |